# Эйвери (округ)
Эйвери (англ. Avery) — округ в штате Северная Каролина, США. По данным переписи 2010 года, численность населения составила 17 797 человек. Окружным центром является город Ньюленд. Первоначально, когда округ только сформировался, окружным центром был Элк-Парк, но после завершения суда в 1912 году был перенесён в Ньюленд. Округ Эйвери является самым молодым из 100 округов Северной Каролины.

## История
Округ является самым новым из 100 округов Северной Каролины. Он был сформирован в 1911 году из частей округов Колдуэлл, Митчелл и Уотога.

## География
По данным Бюро переписи населения США, округ имеет общую площадь 640 км², из которых 640 км² занимает суша и 0,3 км² вода. В окружном центре Ньюленд средняя температура июля составляет 17 °С со средним максимумом 20 °С, средняя температура января — −3,5 °С со средним минимумом −8 °С.

### Национальные охраняемые территории
- Национальный парк Голубой хребет (часть).
- Национальный лес Писга (часть).
- Природоохранная зона Грандфатер (часть).

### Соседние округа
- Округ Джонсон (Теннесси) — север
- Округ Картер (Теннесси) — запад
- Округ Колдуэлл (Северная Каролина) — восток
- Округ Берк (Северная Каролина) — юго-восток
- Округ Мак-Дауэлл (Северная Каролина) — юг
- Округ Митчелл (Северная Каролина) — юго-запад
- Округ Уотога (Северная Каролина) — северо-восток

### Дороги
- — US 19E
- — US 221
- — US 321
- — NC 105
- — NC 181
- — NC 184
- — NC 194

## Демография

Возрастная пирамида округа

По данным переписи 2000 года, насчитывалось 17 167 человек, 6 532 домашних хозяйства и 4 546 семей, проживающих в округе. Средняя плотность населения составила 27 чел./км². Расовый состав округа: 93,95 % белые, 3,48 % афроамериканцы, 0,34 % коренные американцы, 0,19 % азиаты, 0,04 % жители тихоокеанских островов, 1,28 % другие расы, 0,71 % две и более рас и 2,41 % испанцы или латиноамериканцы.
Из 6 532 домохозяйств 27,10 % имели детей в возрасте до 18 лет, проживающих с ними, 57,10 % супружеских пар, 9,10 % женщин, проживающих без мужей и 30,40 % не имеющих семьи. 26,60 % всех домохозяйств составляли отдельные лица, из которых 11,00 % лица в возрасте 65 лет и старше.
Возрастной состав округа: 19,40 % в возрасте до 18 лет, 10,30 % от 18 до 24 лет, 30,10 % от 25 до 44 лет, 24,40 % от 45 до 64 лет и 15,70 % в возрасте 65 лет и старше. Средний возраст составил 38 лет.
Средний доход на домашнее хозяйство в округе составил $30,627, а средний доход на семью $37,454. Мужчины имеют средний доход $25,983, а женщины $21,652. Доход на душу населения в округе составил $15,176. Около 10,90 % семей и 15,30 % населения были ниже черты бедности, в том числе 19,30 % из них моложе 18 лет и 19,00 % в возрасте 65 лет и старше.

## Населённые пункты

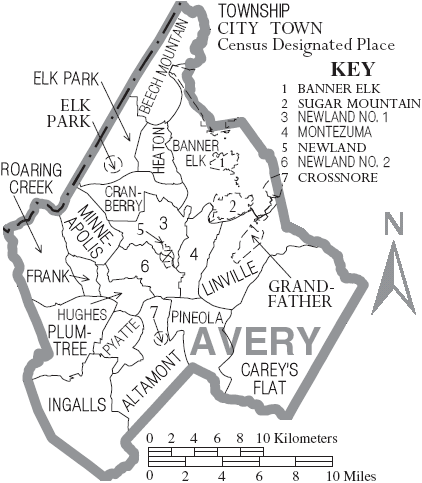
Карта округа Эйвери (Северная Каролина) с указанием городских муниципалитетов и районов

### Города
- Баннер-Элк
- Бич-Маунтин
- Кроснор
- Элк-Парк
- Ньюленд
- Севен-Девилс

### Деревни
- Грандфатер
- Шугар-Маунтин

### Тауншипы
Округ делится на 19 тауншипов: Альтамонт, Баннер-Элк, Бич-Маунтин, Карис-Флэт, Кранберри, Элк-Парк, Фрэнк, Хитон, Хьюз, Ингаллс, Линвилл, Миннеаполис, Монтесума, Ньюленд № 1, Ньюленд № 2, Пайнола, Пламтри, Пайатт и Роринг-Крик.

### Невключённые территории
|                                                                                    |                                                                               |
| - Альтамонт - Кранберри - Фрэнк - Грэгг - Хитон - Ингаллс - Линвилл - Линвилл-Фолс | - Миннеаполис - Монтесума - Пайнола - Пламтри - Роринг-Крик - Три-Майл - Вейл |